# كأس فيد 2007
كأس فيد 2007 (بالإنجليزية: 2007 Fed Cup)‏ هو الموسم 45 من  كأس فيد. أقيم خلال الفترة 16 أبريل 2007 وحتى 16 سبتمبر 2007، وفاز فيه منتخب روسيا لكأس فيد.